# Магдалена Сибилла Гессен-Дармштадтская
Магдалена Сибилла Гессен-Дармштадтская (нем. Magdalena Sibylla von Hessen-Darmstadt; 28 апреля 1652, Дармштадт — 11 августа 1712, Кирххайм-унтер-Текк) — принцесса Гессен-Дармштадтская, герцогиня Вюртемберга, в 1677—1693 годах правительница герцогства Вюртемберг. Известная сочинительница церковных гимнов эпохи барокко.

## Биография
Магдалена Сибилла — дочь ландграфа Гессен-Дармштадта Людвига VI и его супруги Марии Елизаветы Шлезвиг-Гольштейн-Готторпской. Она рано лишилась матери и оказалась под опекой своей тётки, вдовствующей королевы Швеции Гедвиги Элеоноры. В Стокгольме у Магдалены Сибиллы сложилось глубокое религиозное мировоззрение, оказавшее воздействие на всю её жизнь. Во время визита наследного принца Вюртемберга Вильгельма Людвига Магдалена Сибилла обручилась с ним. Они поженились 6 ноября 1673 года в Дармштадте.
Спустя полгода после свадьбы умер герцог Эберхард III, и супруг Магдалены Сибиллы Вильгельм Людвиг взошёл на вюртембергский престол, но в 1677 году он умер от инфаркта. В 25 лет Магдалена Сибилла стала правящей герцогиней Вюртемберга и регентом своего малолетнего сына Эберхарда Людвига, который мог взойти на престол только в 16 лет.
Герцогиня пользовалась большой популярностью за свою глубокую набожность и осмотрительность в принимаемых решениях. Её религиозность нашла своё отражение в многочисленных церковных гимнах собственного сочинения, многие из которых заняли прочное место в протестантских сборниках псалмов. В 1690—1692 годах на службе у герцогини состоял композитор Иоганн Пахельбель. После перехода власти к наследнику Магдалена Сибилла удалилась в свои вдовьи владения в замке Кирхгайм.

## Потомки
- Элеонора Доротея (1674—1683)
- Эберхардина Луиза (1675—1707)
- Эберхард Людвиг (1676—1733), герцог Вюртемберга
- Магдалена Вильгельмина (1677—1742), замужем за Карлом Вильгельмом Баден-Дурлахским